# زاباتيستا

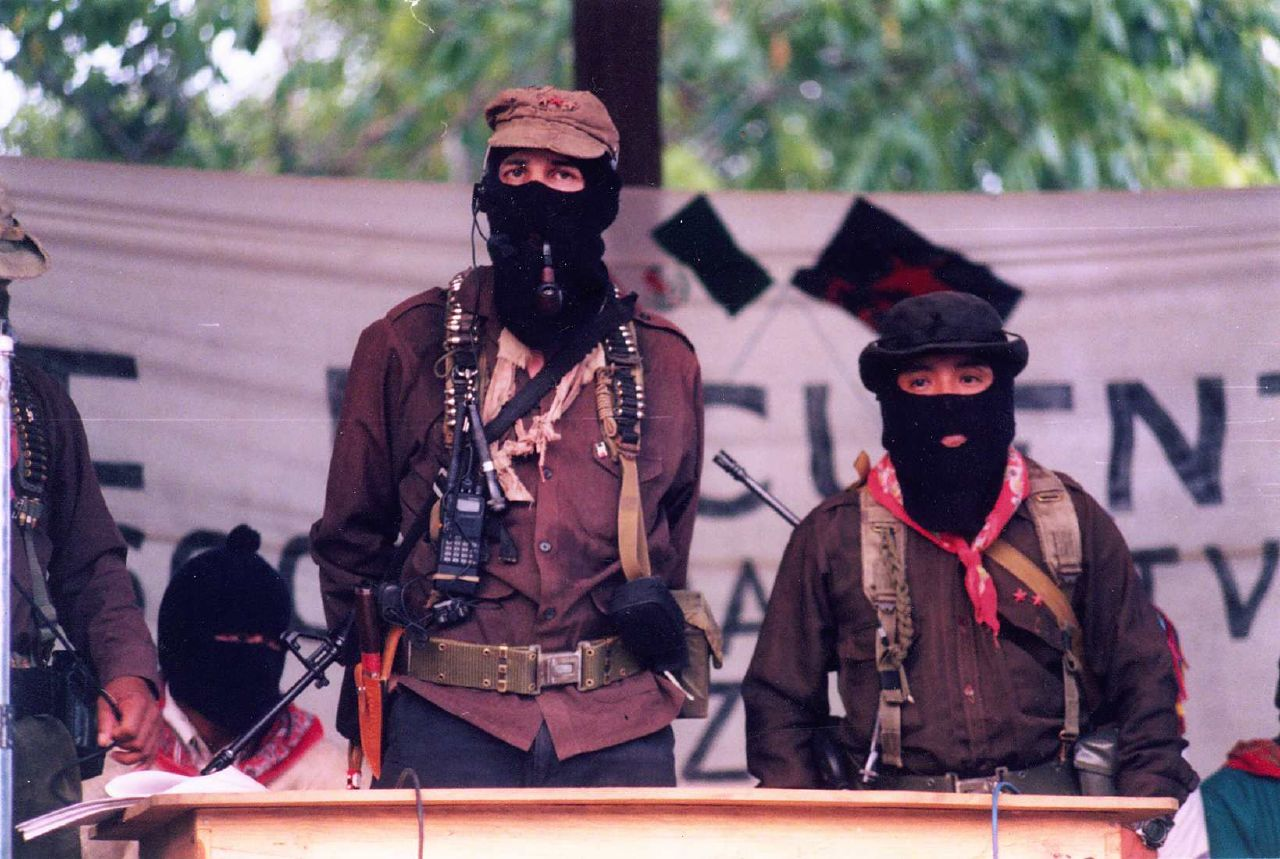

يُعتبر جيش زاباتيستا للتحرر الوطني (بالفرنسية:Ejército Zapatista de Liberación Nacional، أو اختصاراً EZLN)، والذي يُشار إليه غالباً بالـ«زاباتيستا»، مجموعة سياسية وعسكرية ليبرتارية اشتراكية تتحكم بأقاليم كثيرة في تشياباس، وهي ولاية تقع في أقصى جنوب المكسيك.
وتخوض هذه المجموعة منذ عام 1994 حرباً مُعلنةً ضد دولة المكسيك، والغارات العسكرية، وشبه العسكرية والمشتركة على تشياباس، وقد كانت دفاعية بشكل رئيسي، لكن ركّز جيش زاباتيستا في السنوات الأخيرة على إستراتيجية المقاومة المدنية.
تتألف البنية الرئيسية لزاباتيستا من شعوب أصلية قروية بالغالب، بالإضافة إلى بعض المؤيدين في المناطق المدنية وعالمياً، ويُعد نائب القائد المتمرد غاليانو، والمعروف سابقاً بنائب القائد كارلوس (يُلقّب أيضاً بالرفيق غاليانو والمندوب رقم صفر فيما يتعلق بـ«حملة زابتاتيستا الأخرى»)، المتحدث باسم زابتاسيتا، وعلى عكس المتحدثين الآخرين، لا ينتمي ماركوس لشعوب المايا الأصليين.
وقد استوحت هذه الجماعة اسمها من إيميليانو زاباتيستا، القائد والمصلح الزراعي لجيش تحرر الجنوب خلال الثورة المكسيكية، وتعتبر نفسها وريثته إيديولوجياً، وتمتلك جميع قرى زاباتيستا جداريات تحمل صوره بالإضافة إلى إيرنيستو (تشي) غيفارا، ونائب القائد ماركوس.
ورغم أن إيديولوجية زاباتيستا تعكس اشتراكية ليبرتارية، فإنها رفضت  وتحدّت التصنيف السياسي، ويعود أحد أسباب محافظتها على هذا التميز إلى أهمية معتقدات المايا الأصلية بالنسبة لها.
وتضم زاباتيستا صوتها لحركة العولمة البديلة الاشتراكية الأكثر شمولاً والمعادية للنييوليبرالية، هادفةً لسيطرة السكان الأصليين على مواردهم المحلية، وخصوصاً الأراضي، ونظراً لتصدّي الجيش المكسيكي لهذا الحراك منذ عام 1994، امتنع جيش زاباتيستا عن الهجمات العسكرية وتبنّى إستراتيجية جديدة تسعى لكسب الدعم على الصعيدين المكسيكي والعالمي.

## تنظيم
يصف الزاباتيستيون أنفسهم كتنظيم لامركزي، ويُعتبر صاحب الاسم المُستعار «نائب القائد ماركوس» قائدها على نطاق واسع، رغم ادعاءتها بأن الجماعة لا تمتلك قائداً مفرداً، علماً أن القرارت السياسية تُناقَش وتُقرر بالاجتماع، بينما يقرر كبار منطقة زاباتيستا، والذين يشكلون القيادة العامة (لجنة السكان الأصليين الثورية السرية – القيادة العامة، أو اختصاراً بالإنكليزية: CCRI-CG)، المسائل العسكرية والتنظيمية.

## تاريخها
تشكّل جيش زابتايستا للتحرر الوطني في السابع عشر من نوفمبر/تشرين الثاني عام 1983، وذلك من قبل أعضاء من مجموعة حرب عصابات قوى التحرير الوطنية (والتي أسسها سيزار جيرمان يانييز مونييوز) يعودون لشمال المكسيك المدني ولا ينتمون للسكان الأصليين، بالإضافة إلى سكّان أصليين يقطنون منطقتي لاس كانياداس وسيلفا لاكاندونا البعيدتين في شرقيّ تشاباس، وأعضاءً من حركات ثورية سابقة.
ونمت تلك المجموعات ببطء عبر السنوات، معتمدة على العلاقات الاجتماعية بين قاعدة السكان الأصليين، ومستفيدةً من البنى التحتية التنظيمية التي شكلتها منظمات للفلّاحين إلى جانب الكنيسة الكاثوليكية.

### تسعينيات القرن العشرين
انتقل جيش زاباتيستا للعلنية في الأول من يناير/كانون الثاني عام 1994، أي في اليوم الذي بدأ فيه تطبيق اتفاقية نافتا، فأصدر تصريحه الأول وقوانينه الثورية من أدغال لاكاندون، وتصاعد ذاك التصريح ليصبح إعلاناً للحرب على الحكومة المكسيكية، والتي اعتبرتها زاباتيستا بعيدة كل البعد عن إرادة الشعب وبالتالي غير مخوّلة لتكون شرعية، وقد أكدت أنها اختارت النزاع المسلّح نظراً لعدم تحقق أية نتائج من خلال الوسائل السلمية للتظاهر (مثل الاعتصامات والمسيرات).
لم يُطالب جيش زاباتيستا بالاستقلال عن المكسيك، وإنماب الحكم الذاتي فيما يتعلق بحرية الوصول للأراضي واستخدام الموارد الطبيعية المُستخرجة عادةً من تشياباس، بالإضافة إلى الحماية من العنف الاستبدادي، وإشراك جماعات السكان الأصليين في تشياباس بالسياسة.

### الهجمات العسكرية
حالما تحددت هوية نائب القائد ماركوس على أنه رافاييل غيين في التاسع من شباط/فبراير عام 1995، وذلك إثر انقلاب في الأحداث أحبط التفاهم الذي كانت قد وصلت له الحكومة المكسيكية مع جيش زاباتيستا، اتخذ الرئيس إيرنيستو زيديلو سلسلة من القرارات خالفت كلياَ الخطة الاستراتيجية التي كانت قد حددتها الحكومة، انتهت بقراره شنّ هجمة عسكرية في محاولةٍ للقبض على المتحدث الرئيسي باسم جيش زاباتيستا، وهو شخصيةُ كانت قد بدأت عبادتها بالنشوء بالفعل، والقضاء عليه.

### القرن الحادي والعشرون
بالتزامن مع وصول حكومة الرئيس فيسينتي فوكس الجديدة للسلطة عام 2001 (وقد كان أول رئيس للمكسيك لم يكن تابعاً للجزب الثوري المؤسساتي منذ أكثر من 70 سنة)، توجه جيش زاباتيستا للعاصمة ليقدّم قضيته للكونغرس المكسيكي، ورغم تصريح فوكس سابقاً بأنه لا يستطيع إنهاء النزاع (خلال 15 دقيقة)، [23]رفض الجيش المذكور القبول باتفاقيات مخففة وأنشأ 32 بلدية ذاتية الحكم في تشياباس، مطبقاً بالتالي مطالبه جزئياً دون موافقة الحكومة، لكن ببعض التمويل من منظمات عالمية.
وفي عام 2006 بدأ جيش زاباتيستا بجولة هائلة أسماها (الحملة الأخرى) وشملت 31 ولاية مكسيكية أثناء إنشاء الانتخابات الرئاسية لذاك العام، التي أشار هذا الجيش بوضوح أنه لن يشارك فيها بشكل مباشر.
وفي عام 2016 وافقت زاباتيستا على اختيار مرشّح منها ليمثلها في الانتخابات المكسيكية القادمة آنذاك في عام 2018، وقد كسر هذا القرار تقليدها لعقدين متوالين برفض السياسات الانتخابية المكسيكية، فاختيرت ماريا دي خيسوس باتريسيو مارتينيز لهذه المهمة، وهي مكسيكية من شعب ناوا.

## إيديولوجيتها
تجمع إيديولوجية حركة زاباتيستا، المسماة بالنيوزاباتيزمية، تقاليد المايا مع عناصر ليبرتارية، واشتراكية، ولاسلطوية وماركسية،  ويتجلى التأثير التاريخي للاسلطويين المكسيكيين والعديد من الاشتراكيين الأمريكيين في النيوزاباتيزمية، كما تضفي مواقف نائب القائد ماركوس عنصراً ماركسياً للحركة، ويتناغم شعار زاباتيستا مع مفهوم المساعدة المشتركة «كل شيء للجميع، ولا شيء لنا» (Para todos todo, para nosotros nada).
تعارض زاباتيستا العولمة الاقتصادية، مناقشةً أنها تؤثر بشدة وسلبية على الحياة الفلاحية لقاعدتها الداعمة من السكان الأصليين، وأنها تضطهد الشعوب حول العالم، وقد أدى توقيع اتفقاقية التجارة الحرة لأمركيا الشمالية (النافتا) أيضاً إلى إزالة القسم السابع من المادة 27 من الدستور المكسيكي، ما ضَمِن لمجموعات السكان الأصليين عبر المكسيك استصلاح أراضيهم.
ومن العناصر الرئيسية الأخرى لإيديولوجية زاباتيستا تطلعاتها لممارسة السياسة بطريقة جديدة تشاركية، من أسفل الهرم لأعلاه، عوضاً عن الاتجاه الآخر، فاعتبرت النظام السياسي المعاصر للمكسيك معيباً بالوراثة، وتعزو ذلك لطبيعته التي تراها نيابية بحتة، وانفصاله عن الشعب واحتياجاته.
بالمقابل تهدف زاباتيستا لتعزيز فكرة الديموقراطية التشاركية أو الراديكالية، من خلال اقتصار فترة الخدمة المدنية (العامة) على أسبوعين فقط، وعدم توظيف قادة مرئيين للتنظيم، والإشارة باستمرار إلى إدارة الشعب للقرارات، والاستراتيجيات والرؤى المفاهيمية الرئيسية.
فكرر ماركوس قوله: «إنما قائدي الحقيقي هم الناس»، وبالتوافق مع هذا المبدأ، لا تُعتبر زاباتيستا حزباً سياسياً، لكونها لا تسعى لتولي منصب في الدولة، لأن ذلك قد يخلّد النظام السياسي بمحاولة كسب السلطة ضمن صفوفه.